# Lepidokrokit
Lepidokrokit (Ullmann, 1813), chemický vzorec γ-Fe3+O(OH) (hydroxid-oxid železitý), je kosočtverečný minerál. Trimorfní s goethitem a feroxyhytem. Název je odvozen z řeckých slov lepis – šupinka a krokus – vlákno.

## Původ
Sekundární – zvětráváním nebo oxidací jiných minerálů železa v půdách a ložiscích, kterou urychluje podzemní voda. Vyskytuje se také v konkrecích na mořském dně.

## Morfologie
Krystaly zploštělé podle {010}, do 2 mm. Nejčastěji se vyskytuje v jemnozrnných, lupenitých, vláknitých a růžicových agregátech, též práškovitý.

## Vlastnosti
- Fyzikální vlastnosti: Tvrdost 5, křehký, hustota 4 g/cm³, štěpnost dokonalá podle {010}, méně dokonalá podle {100}, dobrá podle {001}, lom nerovný.
- Optické vlastnosti: Barva: červená, červenohnědá. Lesk diamantový, polokovový, hedvábný, průhlednost: opakní, průsvitný, vryp tmavožlutý, oranžový, hnědý.
- Chemické vlastnosti: Složení: Fe 62,86 %, H 1,13 %, O 36,01 %. Před dmuchavkou se netaví, žíhán v redukčním plameni stává se magnetickým. V baničce uvolňuje vodu. Rozkládá se v HNO3, v HCl jen velmi zvolna.

## Podobné minerály
- goethit

## Parageneze
- goethit, limonit, hematit

## Naleziště
Řídce se vyskytující minerál.
- Česko – Zlaté Hory, Příbram
- Slovensko – Smolník, Zlatá Baňa
- Německo – Eiserfeld, Oberwolfach, Schneeberg
- USA – Kalifornie, Jižní Dakota
- Itálie – Traversella
- a další.